# Оукс Еймс
Оукс Еймс (англ. Oakes Ames; 1874–1950) — американський ботанік-систематик, фахівець з орхідей.

## Біографія
Оукс Еймс народився 26 вересня 1874 року в місті Істон штату Массачусетс в сім'ї Олівера Еймса, в 1887—1890 роках губернатора штату. З дитинства цікавився вивченням ботаніки, у 1894 році вступив до Гарвардського коледжу. У 1898 Еймс отримав ступінь бакалавра, а ще через рік — магістра. Потім Оукс протягом 10 років працював інструктором з ботаніки в Гарвардському університеті. У 1909 році він був призначений директором ботанічного саду Університету, перебував на цій посаді до 1923 року. У 1911 році був обраний членом Американської академії мистецтв і наук. З 1923 до своєї смерті у 1950 році Еймс працював у ботанічному музеї. З 1926 по 1932 рік Оукс Еймс був професором ботаніки Гарвардського університету, з 1932 по 1935 — професором дендрарію Арнольда (англ. Arnold Arboretum). Еймс здійснив декілька поїздок у Центральну та Південну Америку, а також на Філіппіни, він був одним з найкращих фахівців з орхідних цього регіону. 
У 1929 році Еймс був удостоєний Столітньої медалі Сільськогосподарського товариства Массачусетса, у 1935 отримав медаль імені Джорджа Роберта Уайта. У 1938 році Вашингтонський університет присвоїв йому почесний ступінь доктора.
У даний час зразки орхідей Еймса зберігаються в його іменному гербарії в Гарвардському університеті (AMES).

## Деякі наукові роботи
- Ames, O. (1905—1922). Orchidaceae. 174 p., 114 pl.
- Ames, O. (1924). An enumeration of the orchids of the United States and Canada. 120 p.

## Роди, названі на честь О. Еймса
- Amesia A.Nelson & J.F.Macbr., 1913
- Epipactis
- Amesiodendron